# ازالی (شهر)
اُزالْی (به کرواتی: Ozalj) شهری در کارلوواک کشور کرواسی است که جمعیت آن در سال ۲۰۱۱ میلادی ۷٬۴۶۵ نفر بوده‌است.

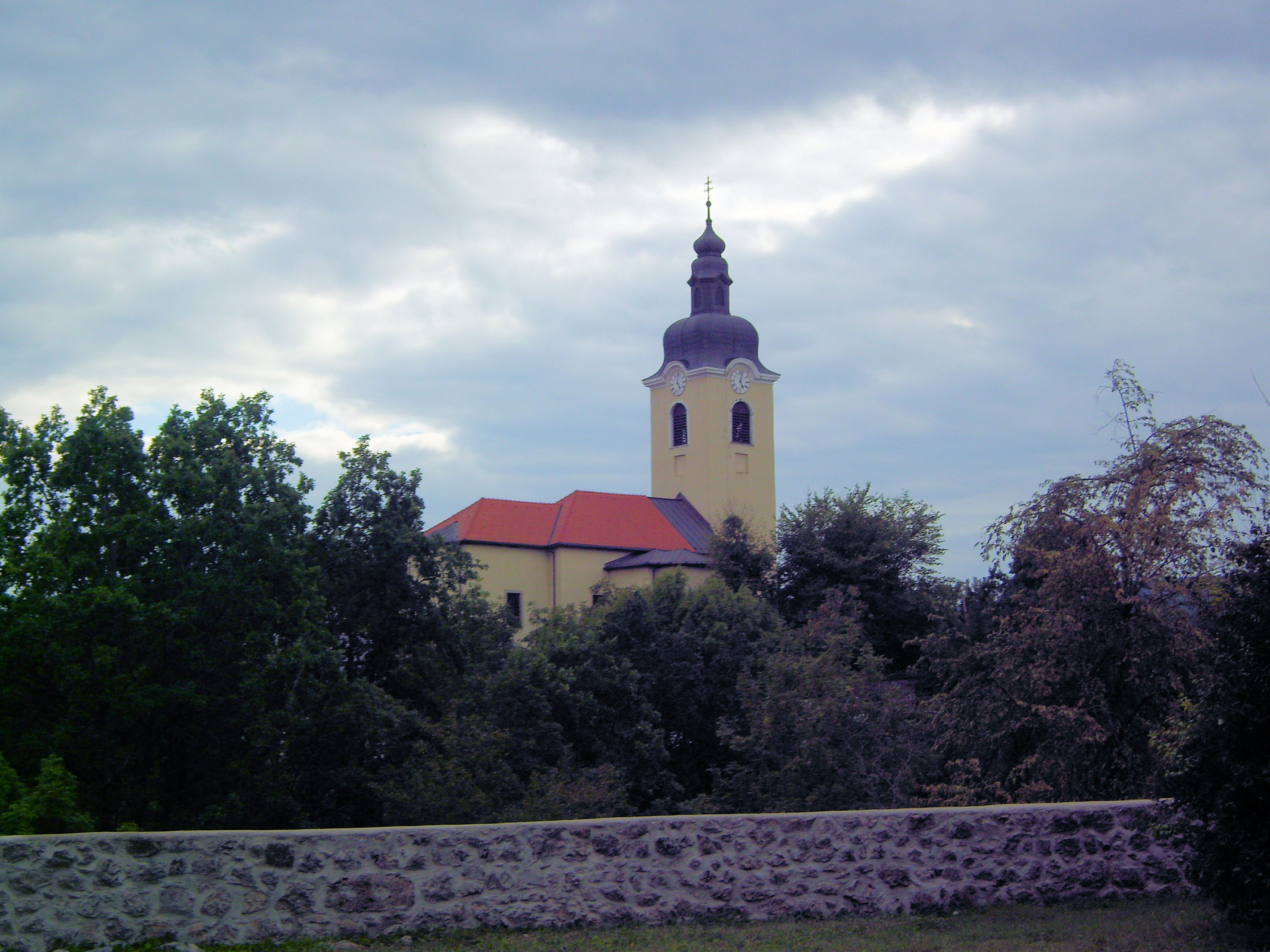

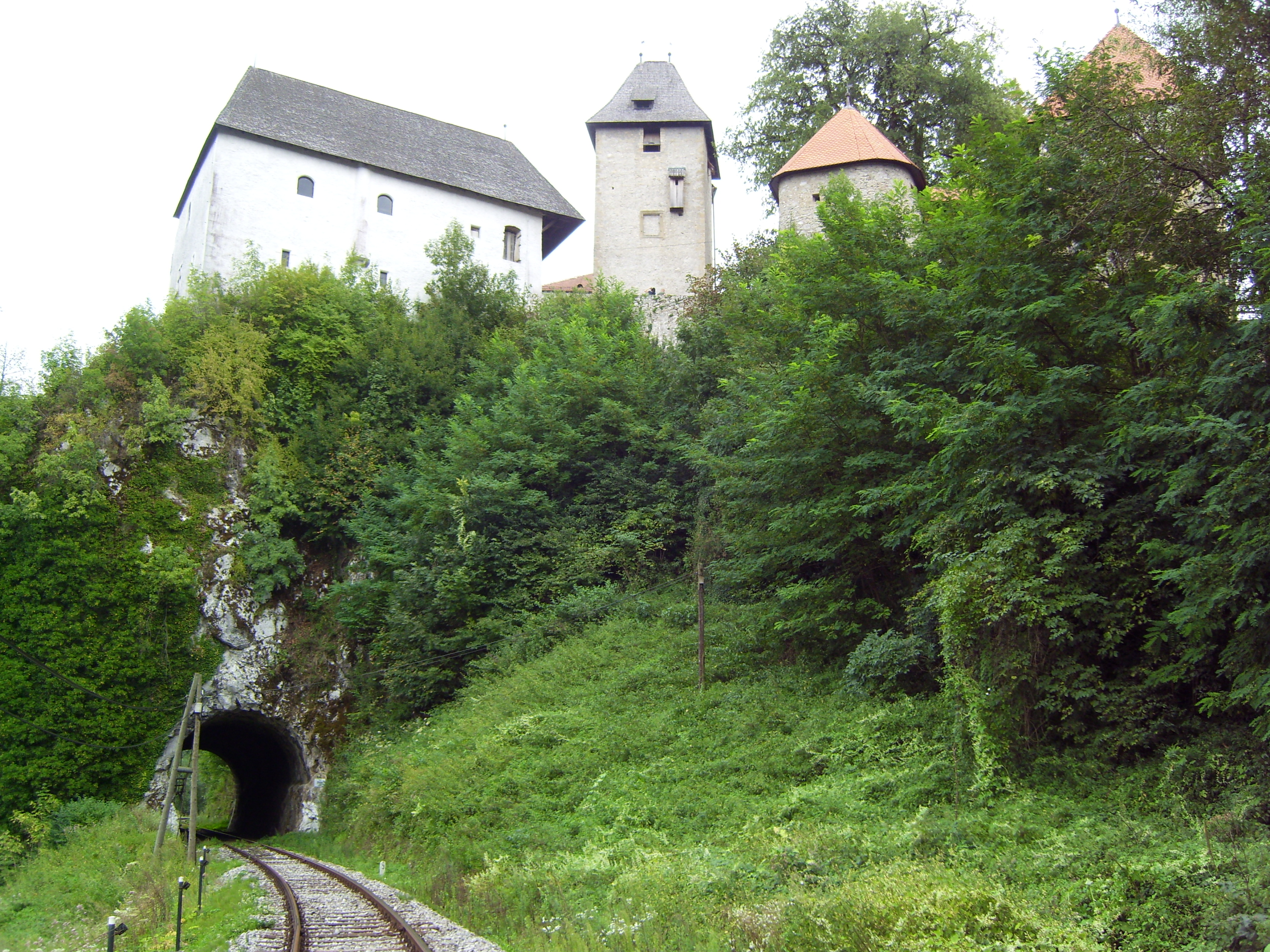
قلعه ازالی